# Fredrik Hallström
Fredrik Hallström, född 1966 i Östersund, är en svensk curlingspelare, aktiv sedan 1974. Han startade karriären i Frösö CK som senare blev Frösö-Oden CK. Han spelade i elitserien med Sundsvalls CK i slutet av 1980-talet. Han skippade ett eget lag i elitserien under hela 1990-talet. 2003 återvände han till Sundsvalls CK. Från och med säsongen 2007-2008 återfinns han i Härnösands CK.

## Meriter
- SM-guld 2006
- EM-brons 2006
- Elitserieguld 2003
- SM-guld för mixade lag 2004
- Stor grabb nummer 108